# Plataforma B (Nissan)

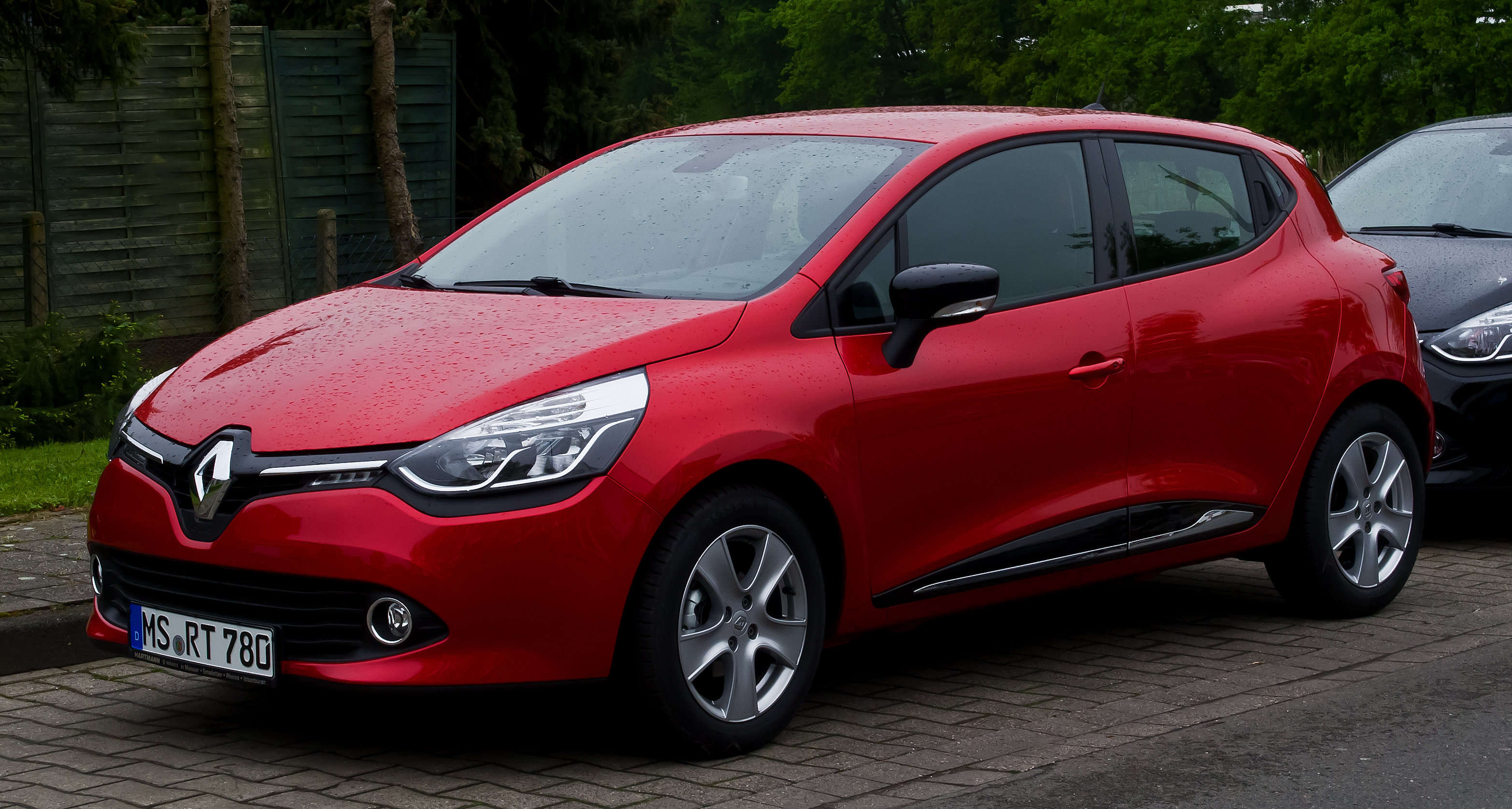
Un Renault Clio TCe 90 aparcado.

La Plataforma B es una plataforma de automóvil especialmente hecha por Nissan para coches compactos, que surge y se masifica en varios de los modelos de la Nissan, Renault y Dacia.

## Renault-Nissan
Como una nueva plataforma hecha para los coches subcompactos y vehículos de la clase B, la plataforma B es compartida por Nissan con su nueva propietaria, Renault. En el año 2010, la siguiente generación de la plataforma ha sido renombrada como Plataforma "V". Algunos de los coches que usan esta plataforma bajo la marca Nissan son:
- Nissan Cube
- Nissan March/Micra K12

### Renault
Como resultado de la asociación RenaultNissan algunos coches como los que aquí se relacionan comparten la citada plataforma:
- Renault Modus
- Renault Clio III

## Plataforma B0 en Nissan
La versión de esta mecánica es la que se usa para desarrollo, aparte de ser la base, y que serviría en el desarrollo de coches hechos en Japón y en las plantas de Nissan en México, Inglaterra y Brasil. Dichos coches tienen una distancia entre ejes y una batalla reducidos, por lo que se nombran B0, siendo usada su mecánica en los siguientes autos
- Nissan Leaf
- Nissan Cube
- Nissan Bluebird Sylphy G11
- Nissan Livina Geniss
- Nissan Note
- Nissan NV200
- Nissan Versa Mk.I
- Nissan Tiida Mk.II (MiiO)
- Nissan Wingroad Y12
- Nissan Juke

## Plataforma B0 en Renault

### Plataforma B0 en coches de la Dacia
Las versiones derivadas de la mecánica de la plataforma incluyen coches con ejes y batalla reducidos, de esta plataforma surgen coches hechos en las plantas de Mioveni, como en las plantas de Colombia, Brasil y Turquía; algunos de los cuales han sido desarrollados en conjunto por la Dacia y la Renault, y de este desarrollo conjunto se derivan los siguientes autos:
- Dacia Logan
- Dacia Sandero
- Dacia Duster
- Dacia Lodgy
- Renault Captur (mercados emergentes)

### Plataforma B0 en coches deAvtoVAZ
Las versiones derivadas de la mecánica de la plataforma B0 incluyen coches con ejes y batalla reducidos, de esta plataforma surgen algunos coches, de los cuales, se han desarrollado variantes, las cuales a su vez; han sido desarrolladas en conjunto por Dacia y Renault; quienes otorgan luego la licencia de producción del coche (para ser remarcado como Lada) al fabricante ruso AvtoVAZ, con el consiguiente compromiso para la producción de material para otras de las plantas del grupo, y de este desarrollo conjunto se derivan los siguientes autos:
- Lada Granta
- Lada Largus
- Lada Vesta[5]
- Lada XRAY[6]

## Plataforma V
La segunda generación de la plataforma B se denomina actualmente como la Plataforma V, de la que se derivan los vehículos que a continuación se listan:
- Nissan March/Micra K13 (2010)
- Renault Pulse (2011)
- Nissan Sunny/Versa (2011)

### Futuros
- El concept car Nissan Invitation (2012)
- Nissan Pulsar (2013)
- Nissan Sentra (2013)
- Nissan Sylphy (2013)